# Alexandr Ivanovič Vojejkov
Alexandr Ivanovič Vojejkov (Александр Иванович Воейков; 20. května 1842 Moskva – 9. února 1916 Petrohrad) byl ruský cestovatel, geograf a meteorolog, zakladatel agrometeorologie, propagátor vegetariánství.

## Život
V mládí (1856–1858) cestoval Vojejkov po západní Evropě a turecké Asii (Sýrii a Palestině). Od roku 1860 studoval na Matematicko-fyzikální fakultě Petrohradské univerzity, ale univerzita byla v roce 1861 dočasně uzavřena kvůli studentským nepokojům. Proto odcestoval na studia do zahraničí. Vojejkov dále studoval přírodní vědy v Heidelbergu, Berlíně a Göttingenu, a v roce 1865 se stal doktorem filozofie.
Dne 19. ledna 1866 se stal členem Ruské geografické společnosti. V letech 1868–1870 navštívil významné meteorologické evropské ústavy ve Vídni, Miláně, Paříži, Bruselu a Londýně, opakovaně procestoval východní Kavkaz (Dagestán, Baku a Lenkoran) a zimy v letech 1870–1872 strávil jako tajemník meteorologického výboru Ruské geografické společnosti zpracováním srážkových dat.
V roce 1872 procestoval Halič, Bukovinu, Rumunsko, Maďarsko a Transylvánii, v tu dobu se mimo jiné zajímal o černozemě.
Už v únoru 1873 byl v New Yorku a do října téhož roku procestoval Spojené státy a Kanadu (St. Louis, New Orleans, přes Texas, Colorado, Minnesotu a po jezerech do Québecu). Poté se vrátil do Washingtonu, kde na žádost sekretáře Smithsonova ústavu – Henryho, doplňoval až do jara příštího roku rozsáhlé rozpracované dílo zesnulého profesora Coffina Winds of the Globe.
V následujícím roce procestoval Yucatán, Mexiko a Jižní Ameriku, kde navštívil Limu, jezero Titicaca, Chile a Rio de Janeiro, tam dokončil svou část práce na knize Winds of the Globe. Vrátil se na krátký čas do Ruska a poté procestoval do ledna 1877 Indii, Jávu a Japonsko. Od roku 1882 působil jako soukromý docent, od roku 1885 jako mimořádný profesor a od roku 1887 jako řádný profesor katedry fyzické geografie na univerzitě v Petrohradu.
Od roku 1910 byl členem Ruské akademie věd, v tu dobu pobýval v ulici Zverinskaja, č.p. 4.

## Dílo
Celkem uveřejnil zhruba 1500 prací z oboru klimatologie, paleoklimatologie, meteorologie, fenologie a hydrologie. Zavedl termín aktivní povrch.
V němčině byly vydány publikace:
- Die atmosphärische Zirkulation – v dodatku k Petermanns Mitteilungen (Gotha 1874);
- Die Klimate der Erde (Jena 1887);
- Der Einfluß einer Schneedecke auf Boden, Klima und Wetter (Wien 1889).

## Zajímavost
Vojejkov byl tajemníkem Vegetariánské společnosti v Petrohradě a reprezentoval Rusko na mezinárodních vegetariánských sjezdech.